# Saint-Cyr-sous-Dourdan
Pour les articles homonymes, voir Saint-Cyr.
Saint-Cyr-sous-Dourdan (prononcé [sɛ̃ siʁ su d̪uʁd̪ɑ̃] ) est une commune française située à quarante kilomètres au sud-ouest de Paris dans le département de l'Essonne en région Île-de-France.
Ses habitants sont appelés les Saint-Cyriens.

## Géographie

### Situation
| Type d’occupation           | Pourcentage | Superficie (en hectares) |
| --------------------------- | ----------- | ------------------------ |
| Espace urbain construit     | 5,8 %       | 58,02                    |
| Espace urbain non construit | 4,2 %       | 41,75                    |
| Espace rural                | 90,1 %      | 903,90                   |
| Source : Iaurif             |             |                          |

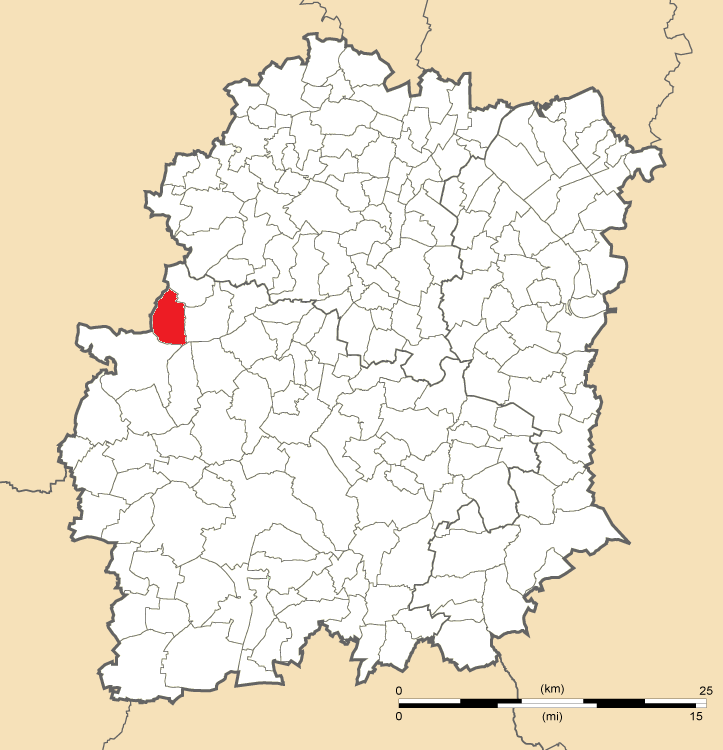
Position de Saint-Cyr-sous-Dourdan en Essonne.

Saint-Cyr-sous-Dourdan est située à quarante kilomètres au sud-ouest de Paris-Notre-Dame, point zéro des routes de France, trente-et-un kilomètres au sud-ouest d'Évry, dix-huit kilomètres au nord-ouest d'Étampes, cinq kilomètres au nord-est de Dourdan, seize kilomètres à l'ouest d'Arpajon, dix-neuf kilomètres au sud-ouest de Montlhéry, vingt-deux kilomètres au sud-ouest de Palaiseau, vingt-cinq kilomètres au nord-ouest de La Ferté-Alais, trente-trois kilomètres au sud-ouest de Corbeil-Essonnes, trente-sept kilomètres au nord-ouest de Milly-la-Forêt.

### Hydrographie
La commune est traversée par la rivière la Rémarde. Une station de mesure hydrométrique est implantée dans la commune.

### Climat
Pour des articles plus généraux, voir Climat de l'Île-de-France et Climat de l'Essonne.
En 2010, le climat de la commune est de type climat océanique dégradé des plaines du Centre et du Nord, selon une étude du CNRS s'appuyant sur une série de données couvrant la période 1971-2000. En 2020, Météo-France publie une typologie des climats de la France métropolitaine dans laquelle la commune est exposée à un climat océanique altéré et est dans la région climatique Sud-ouest du bassin Parisien, caractérisée par une faible pluviométrie, notamment au printemps (120 à 150 mm) et un hiver froid (3,5 °C).
Pour la période 1971-2000, la température annuelle moyenne est de 10,9 °C, avec une amplitude thermique annuelle de 15 °C. Le cumul annuel moyen de précipitations est de 636 mm, avec 10,8 jours de précipitations en janvier et 7,9 jours en juillet. Pour la période 1991-2020, la température moyenne annuelle observée sur la station météorologique la plus proche, située sur la commune de Dourdan à 5 km à vol d'oiseau, est de 11,4 °C et le cumul annuel moyen de précipitations est de 654,2 mm,. Pour l'avenir, les paramètres climatiques de la commune estimés pour 2050 selon différents scénarios d'émission de gaz à effet de serre sont consultables sur un site dédié publié par Météo-France en novembre 2022.
| Mois                                  | jan.           | fév.           | mars           | avril         | mai           | juin           | jui.          | août          | sep.          | oct.          | nov.            | déc.             | année      |
| ------------------------------------- | -------------- | -------------- | -------------- | ------------- | ------------- | -------------- | ------------- | ------------- | ------------- | ------------- | --------------- | ---------------- | ---------- |
| Température minimale moyenne (°C)     | 1,5            | 1,2            | 3,1            | 4,9           | 8,3           | 11,4           | 13,3          | 13,1          | 10,1          | 7,7           | 4,4             | 2                | 6,8        |
| Température moyenne (°C)              | 4,2            | 4,7            | 7,8            | 10,5          | 13,9          | 17,2           | 19,5          | 19,3          | 15,9          | 12            | 7,6             | 4,7              | 11,4       |
| Température maximale moyenne (°C)     | 6,9            | 8,2            | 12,4           | 16            | 19,4          | 23             | 25,7          | 25,6          | 21,5          | 16,4          | 10,8            | 7,4              | 16,1       |
| Record de froid (°C) date du record   | −16,2 08.01.10 | −15,7 07.02.12 | −10,5 01.03.05 | −4,6 06.04.21 | −1,1 06.05.19 | 1,5 05.06.1991 | 5 04.07.1990  | 4,3 21.08.14  | 0,9 30.09.12  | −4 30.10.1997 | −9,2 23.11.1993 | −10,6 29.12.1996 | −16,2 2010 |
| Record de chaleur (°C) date du record | 16,1 27.01.03  | 19,8 27.02.19  | 24,6 31.03.21  | 28,4 25.04.07 | 30,7 28.05.17 | 37,6 18.06.22  | 41,6 25.07.19 | 41,4 06.08.03 | 34,5 09.09.23 | 29,8 02.10.23 | 21,5 07.11.15   | 16,7 07.12.00    | 41,6 2019  |
| Précipitations (mm)                   | 52,3           | 47,5           | 50             | 43,9          | 68,5          | 53,8           | 52            | 57,4          | 47,5          | 54,9          | 60,6            | 65,8             | 654,2      |

### Voies de communication et transports
La commune est desservie par les lignes 61, 62 et 63 du réseau de bus Essonne Sud Ouest. Cela signifie que les habitants de la commune ont accès à plusieurs lignes de bus pour se déplacer dans la région. Les lignes 61, 62 et 63 offrent des options de transport pratiques pour les déplacements quotidiens, les sorties et les voyages. Les horaires et les itinéraires peuvent être consultés sur le site web d'Essonne Sud Ouest ou via l'application mobile de la compagnie de bus.

### Lieux-dits, écarts et quartiers
Les recensements effectués sur la commune distinguent :
- Saint-Cyr (le bourg)
- Bandeville (hameau)
- Foisnard (hameau)
- Les Loges (hameau)
- Pont-Rué (hameau)
- Lévimpont (hameau)
- Le Jubilé (écart)
- Arnières (ferme)
- Bistelle (ferme)
- Villours (maison isolée)

## Urbanisme

### Typologie
Au 1er janvier 2024, Saint-Cyr-sous-Dourdan est catégorisée bourg rural, selon la nouvelle grille communale de densité à sept niveaux définie par l'Insee en 2022.
Elle est située hors unité urbaine. Par ailleurs la commune fait partie de l'aire d'attraction de Paris, dont elle est une commune de la couronne,. Cette aire regroupe 1 929 communes,.

## Toponymie
Attestée sous la forme Sanctus Cyriacus vers 1218, Sanctus Ciricus en 1351.
L'origine du nom du lieu est peu connue. Créée à partir de la paroisse de Saint Cir près Dourdan, la commune fut créée en 1793 sous le nom de Saint-Cir, appelée Franc-Cyr entre 1794 et 1795, l'orthographe actuelle fut introduite en 1801 dans le bulletin des lois.

## Histoire
Nous avons créé une base de données, historique et généalogique, afin de parvenir à une connaissance plus fine de l'ensemble des habitants de Saint-Cyr-sous-Dourdan au XXe et XIXe siècle (liens de parenté, profession, localisation, mobilité...). Cela englobe aussi bien les familles enracinées depuis plusieurs générations que les "oiseaux de passage". Cette base a été constituée en utilisant pour cela toutes les sources d'informations publiques disponibles sur la commune :
- les actes d'Etat-civil (de + de 100 ans) dépouillés à ce jour de 1922 à 1861 ;
- les recensements effectués sur la commune, de 1936 à 1872 ;
- les fiches matricules des conscrits des classes 1910 à 1890 ;
- les morts pour la France ; les tombes du cimetière de St-Cyr ;
- les fichiers des décès de l'Insee ; articles de journaux ; albums photo
- les publications St-Cyr et Patrimoine etc.

## Population et société

### Démographie

#### Évolution démographique
L'évolution du nombre d'habitants est connue à travers les recensements de la population effectués dans la commune depuis 1793. Pour les communes de moins de 10 000 habitants, une enquête de recensement portant sur toute la population est réalisée tous les cinq ans, les populations de référence des années intermédiaires étant quant à elles estimées par interpolation ou extrapolation. Pour la commune, le premier recensement exhaustif entrant dans le cadre du nouveau dispositif a été réalisé en 2004.

En 2022, la commune comptait 957 habitants, en évolution de −4,11 % par rapport à 2016 (Essonne : +2,89 %, France hors Mayotte : +2,11 %).
| 1793 | 1800 | 1806 | 1821 | 1831 | 1836 | 1841 | 1846 | 1851 |
| ---- | ---- | ---- | ---- | ---- | ---- | ---- | ---- | ---- |
| 634  | 641  | 672  | 705  | 696  | 662  | 611  | 646  | 687  |

| 1856 | 1861 | 1866 | 1872 | 1876 | 1881 | 1886 | 1891 | 1896 |
| ---- | ---- | ---- | ---- | ---- | ---- | ---- | ---- | ---- |
| 698  | 695  | 683  | 643  | 605  | 604  | 619  | 603  | 560  |

| 1901 | 1906 | 1911 | 1921 | 1926 | 1931 | 1936 | 1946 | 1954 |
| ---- | ---- | ---- | ---- | ---- | ---- | ---- | ---- | ---- |
| 592  | 558  | 556  | 480  | 487  | 481  | 421  | 425  | 458  |

| 1962 | 1968 | 1975 | 1982 | 1990 | 1999 | 2004 | 2006 | 2009  |
| ---- | ---- | ---- | ---- | ---- | ---- | ---- | ---- | ----- |
| 453  | 459  | 640  | 774  | 846  | 951  | 995  | 992  | 1 007 |

| 2014  | 2019 | 2022 | - | - | - | - | - | - |
| ----- | ---- | ---- | - | - | - | - | - | - |
| 1 006 | 937  | 957  | - | - | - | - | - | - |

#### Pyramide des âges
En 2018, le taux de personnes d'un âge inférieur à 30 ans s'élève à 29,9 %, soit en dessous de la moyenne départementale (39,9 %). À l'inverse, le taux de personnes d'âge supérieur à 60 ans est de 28,0 % la même année, alors qu'il est de 20,1 % au niveau départemental.
En 2018, la commune comptait 481 hommes pour 476 femmes, soit un taux de 50,26 % d'hommes, légèrement supérieur au taux départemental (48,98 %).
Les pyramides des âges de la commune et du département s'établissent comme suit.
| Hommes | Classe d’âge | Femmes |
| ------ | ------------ | ------ |
| 0,0    | 90 ou +      | 0,4    |
| 7,6    | 75-89 ans    | 9,0    |
| 19,3   | 60-74 ans    | 19,7   |
| 25,7   | 45-59 ans    | 26,2   |
| 15,1   | 30-44 ans    | 17,0   |
| 14,4   | 15-29 ans    | 12,2   |
| 17,8   | 0-14 ans     | 15,5   |

| Hommes | Classe d’âge | Femmes |
| ------ | ------------ | ------ |
| 0,5    | 90 ou +      | 1,4    |
| 5,4    | 75-89 ans    | 7,2    |
| 12,9   | 60-74 ans    | 13,9   |
| 20     | 45-59 ans    | 19,4   |
| 19,9   | 30-44 ans    | 20,1   |
| 20     | 15-29 ans    | 18,2   |
| 21,3   | 0-14 ans     | 19,8   |

## Politique et administration

### Politique locale
La commune de Saint-Cyr-sous-Dourdan est rattachée au canton de Dourdan, représenté par les conseillers départementaux Dany Boyer (DVD) et Dominique Écharoux (LR), à l'arrondissement d’Étampes et à la troisième circonscription de l'Essonne, représentée par la députée Laëtitia Romeiro Dias (LREM).
L'Insee attribue à la commune le code 91 1 24 546. La commune de Saint-Cyr-sous-Dourdan est enregistrée au répertoire des entreprises sous le code SIREN 219 105 467. Son activité est enregistrée sous le code APE 8411Z.

### Tendances et résultats politiques
Élections présidentielles, résultats des deuxièmes tours :
- Élection présidentielle de 2002 : 86,20 % pour Jacques Chirac (RPR), 13,80 % pour Jean-Marie Le Pen (FN), 83,79 % de participation[25].
- Élection présidentielle de 2007 : 61,23 % pour Nicolas Sarkozy (UMP), 38,77 % pour Ségolène Royal (PS), 85,66 % de participation[26].
- Élection présidentielle de 2012 : 58,88 % pour Nicolas Sarkozy (UMP), 41,12 % pour François Hollande (PS), 82,30 % de participation[27].
- Élection présidentielle de 2017 : 71,30 % pour Emmanuel Macron (EM), 28,70 % pour Marine Le Pen (FN), 79,00 % de participation.

Élections législatives, résultats des deuxièmes tours :
- Élections législatives de 2002 : 61,21 % pour Geneviève Colot (UMP), 38,79 % pour Yves Tavernier (PS), 72,37 % de participation[28].
- Élections législatives de 2007 : 58,49 % pour Geneviève Colot (UMP), 41,51 % pour Brigitte Zins (PS), 65,39 % de participation[29].
- Élections législatives de 2012 : 57,03 % pour Geneviève Colot (UMP), 42,97 % pour Michel Pouzol (PS), 63,59 % de participation[30].
- Élections législatives de 2017 : 65,69 % pour Laëtitia Romeiro Dias (EM), 34,31 % pour Virginie Araujo (LFI), 46,03 % de participation.

Élections européennes, résultats des deux meilleurs scores :
- Élections européennes de 2004 : 24,83 % pour Patrick Gaubert (UMP), 19,87 % pour Harlem Désir (PS), 41,05 % de participation[31].
- Élections européennes de 2009 : 38,55 % pour Michel Barnier (UMP), 19,13 % pour Daniel Cohn-Bendit (Europe Écologie), 43,85 % de participation[32].
- Élections européennes de 2014 : 25,73 % pour Alain Lamassoure (UMP), 21,84 % pour Aymeric Chauprade (FN), 50,12 % de participation.
- Élections européennes de 2019 : 23,65 % pour Nathalie Loiseau (LREM), 18,92 % pour Yannick Jadot (EELV), 54,67 % de participation.

Élections régionales, résultats des deux meilleurs scores :
- Élections régionales de 2004 : 47,79 % pour Jean-François Copé (UMP), 41,68 % pour Jean-Paul Huchon (PS), 65,28 % de participation[33].
- Élections régionales de 2010 : 50,40 % pour Valérie Pécresse (UMP), 49,60 % pour Jean-Paul Huchon (PS), 49,49 % de participation[34].
- Élections régionales de 2015 : 48,93 % pour Valérie Pécresse (LR), 33,91 % pour Claude Bartolone (PS), 57,65 % de participation.

Élections cantonales et départementales, résultats des deuxièmes tours :
- Élections cantonales de 2001 : données manquantes.
- Élections cantonales de 2008 : 61,52 % pour Jean-Pierre Delaunay (UMP), 38,48 % pour Jean-François Degoud (DVG), 41,35 % de participation[35].
- Élections départementales de 2015 : 66,57 % pour Dany Boyer (DVD) et Dominique Echaroux (UMP), 33,43 % pour Maryvonne Boquet (PS) et Bernard Vera (PCF), 44,40 % de participation.

Élections municipales, résultats des deuxièmes tours :
- Élections municipales de 2001 : données manquantes.
- Élections municipales de 2008 : 330 voix pour Catherine Millet (?), 326 voix pour André Bourge (?), 66,95 % de participation[36].

Référendums :
- Référendum de 2000 relatif au quinquennat présidentiel : 66,12 % pour le Oui, 33,88 % pour le Non, 39,12 % de participation[37].
- Référendum de 2005 relatif au traité établissant une Constitution pour l'Europe : 56,04 % pour le Oui, 43,96 % pour le Non, 72,51 % de participation[38].

### Enseignement
Les élèves de Saint-Cyr-sous-Dourdan sont rattachés à l'académie de Versailles. La commune dispose de l'école maternelle des Ormes et de l'école élémentaire Cécile Aubry.

### Jumelages
La commune de Saint-Cyr-sous-Dourdan n'a développé aucune association de jumelage.

## Vie quotidienne à Saint-Cyr-sous-Dourdan

### Sports
Pour les randonneurs, la commune est traversée par le GR de Pays du Hurepoix, qui relie la vallée de la Bièvre, à celle de l'Essonne, via l'Yvette, l'Orge, et la Juine.
Un stade de football est aussi présent ainsi qu'un plus petit stade adapté à la pratique du football, basketball et handball.

### Lieux de culte

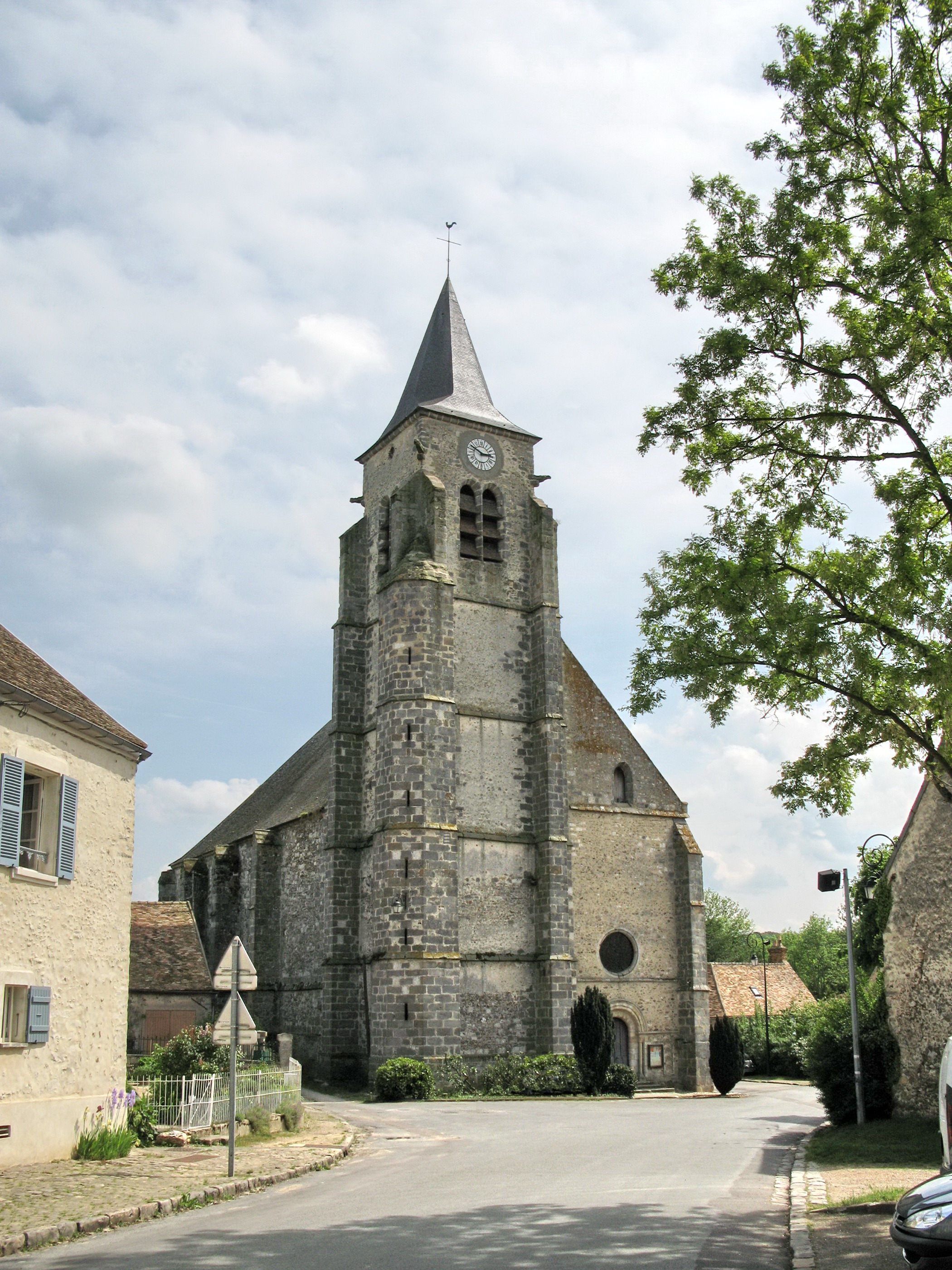
L'église Saint-Cyr-et-Sainte-Julitte.

La paroisse catholique de Saint-Cyr-sous-Dourdan est rattachée au secteur pastoral de Dourdan et au diocèse d'Évry-Corbeil-Essonnes. Elle dispose de l'église Saint-Cyr-et-Sainte-Julitte.

### Médias
L'hebdomadaire Le Républicain relate les informations locales. La commune est en outre dans le bassin d'émission des chaînes de télévision France 3 Paris Île-de-France Centre, IDF1 et Téléssonne intégré à Télif.

## Économie

### Emplois, revenus et niveau de vie
En 2006, le revenu fiscal médian par ménage était de 25 669 €, ce qui plaçait la commune au 334e rang parmi les 30 687 communes de plus de cinquante ménages que compte le pays et au vingt-neuvième rang départemental.
| Répartition des emplois par catégories socioprofessionnelles en 2006. |              |                                           |                                                   |                            |                          |                           |
|                                                                       | Agriculteurs | Artisans, commerçants, chefs d’entreprise | Cadres et professions intellectuelles supérieures | Professions intermédiaires | Employés                 | Ouvriers                  |
| Saint-Cyr-sous-Dourdan                                                | -            | -                                         | -                                                 | -                          | -                        | -                         |
| Zone d'emploi de Dourdan                                              | 0,7 %        | 6,0 %                                     | 18,9 %                                            | 28,5 %                     | 26,3 %                   | 19,6 %                    |
| Moyenne nationale                                                     | 2,2 %        | 6,0 %                                     | 15,4 %                                            | 24,6 %                     | 28,7 %                   | 23,2 %                    |
| Répartition des emplois par secteurs d’activités en 2006.             |              |                                           |                                                   |                            |                          |                           |
|                                                                       | Agriculture  | Industrie                                 | Construction                                      | Commerce                   | Services aux entreprises | Services aux particuliers |
| Saint-Cyr-sous-Dourdan                                                | -            | -                                         | -                                                 | -                          | -                        | -                         |
| Zone d'emploi de Dourdan                                              | 1,7 %        | 10,4 %                                    | 7,5 %                                             | 11,8 %                     | 21,6 %                   | 6,9 %                     |
| Moyenne nationale                                                     | 3,5 %        | 15,2 %                                    | 6,4 %                                             | 13,3 %                     | 13,3 %                   | 7,6 %                     |
| Sources : Insee,                                                      |              |                                           |                                                   |                            |                          |                           |

## Culture locale et patrimoine

### Patrimoine environnemental
Les berges de la Rémarde, les bois qui couvrent le territoire ont été recensés au titre des espaces naturels sensibles par le conseil général de l'Essonne.

### Patrimoine architectural

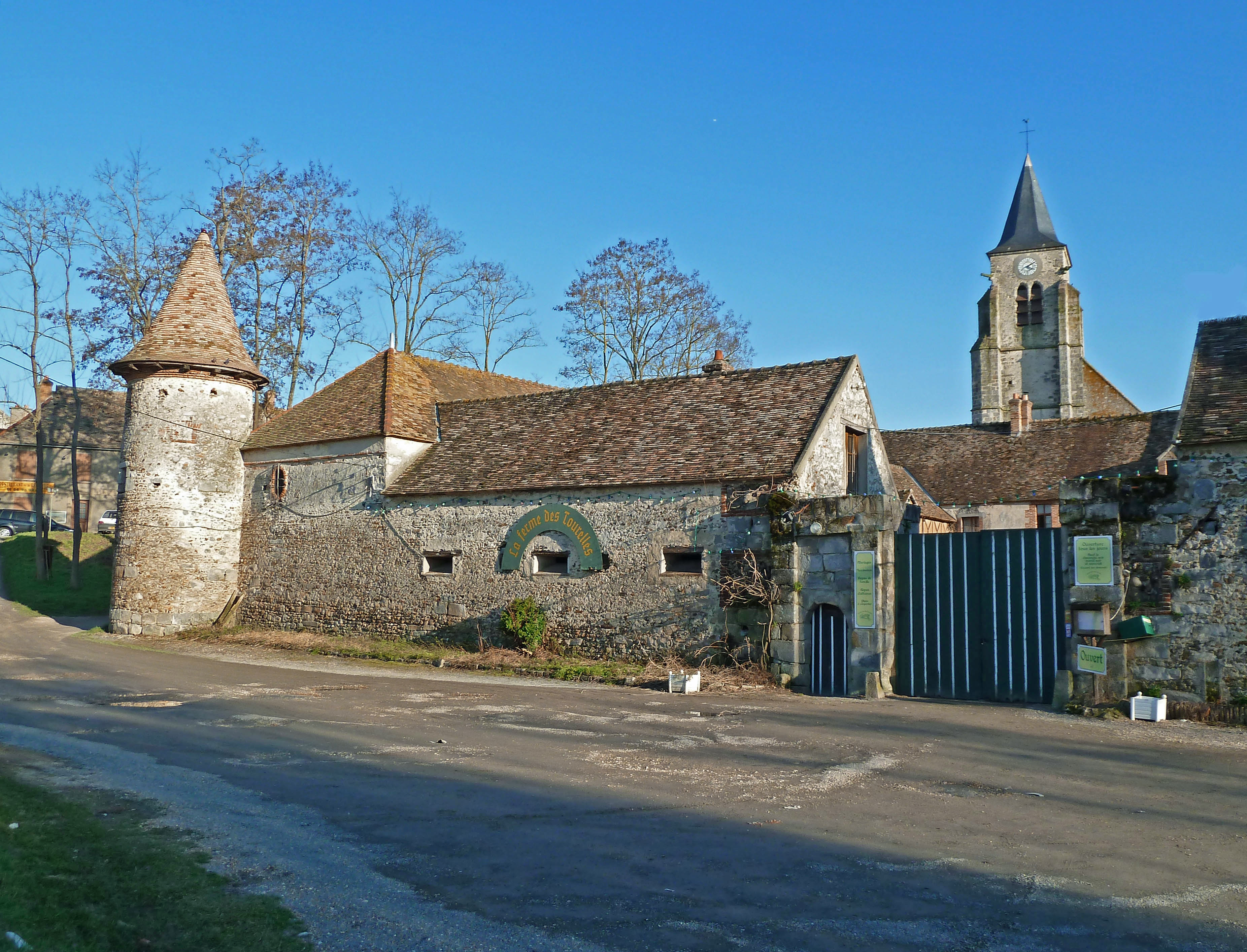
La ferme des Tourelles.

La ferme des Tourelles des XIIIe et XVIe siècles a été classée aux monuments historiques le 11 juillet 1975.
L'église Saint-Cyr actuelle a été reconstruite entre 1525 et 1540 sur le site de l’ancienne église. Elle mesure 32m de long et est orientée vers le nord-est, pour se conformer à la pente du terrain. Le clocher puissant en est l’élément caractéristique : Le clocher culmine à 39,60m au faîte de sa flèche ce qui en fait un des plus grands de la région. L'abbé Delouf, ancien curé de St-Cyr, a publié plusieurs notices historiques et architecturale sur cette église. L'église a été inscrite aux monuments historiques le 3 février 1966.
Le château de Bandeville du XVIIe siècle fut inscrit et classé aux monuments historiques le 24 mai 1974.

### Personnalités liées à la commune
Différents personnages publics sont nés, décédés ou ont vécu à Saint-Cyr-sous-Dourdan
- James-Alexandre de Pourtalès (1776-1855), banquier et diplomate y vécut.
- Cécile Aubry (1928-2010), actrice, écrivain, et réalisatrice y vécut.
- Paul Vialar (1898-1996), écrivain, scénariste, dialoguiste. Il a habité à Bandeville entre les 2 guerres et a écrit un roman « Une Ombre » (1946) qui se situe à Saint-Cyr-sous-Dourdan et en partie au château de Bandeville où il avait été reçu par la famille de Pourtalès.
- Jean Vautrin (1933-2015), romancier, scénariste et lauréat du prix Goncourt en 1989.
- André Jordan (1908-1982), Artiste peintre, lithographe et sculpteur. Il a habité à Vilhours près de la ferme de Bistelle. Ses dessins, dont ceux de Saint-Cyr-sous-Dourdan, Angervilliers, Le Val-Saint-Germain, sont archivés au musée des civilisations de l'Europe et de la Méditerranée à Marseille.
- Geneviève Colot (1950- ), femme politique en fut maire de 1989 à 2020.

### Héraldique
| Blason de Saint-Cyr-sous-Dourdan. | La commune de Saint-Cyr-sous-Dourdan ne dispose pas de blason. |

### Dans les arts et la culture[52]
- Les premiers épisodes du feuilleton télévisé Poly de Cécile Aubry furent tournés à Saint-Cyr-sous-Dourdan avec les enfants du village. L'école élémentaire portera son nom.
- Des scènes des '3 Mousquetaires' produits par Bernard Borderie furent tournées dans la ferme des Tourelles (appelée ferme de Picardie dans le film).
- L'épisode 6 de la saison 4 (l’ange blanc) dans Les Brigades du Tigre (série télévisée) fut tournée à St-Cyr-sous-Dourdan.
- De 2006 à 2007, la série Samantha Oups ! y a tourné ses épisodes dans le logis d'Arnière.